# August Prinzhofer
August Prinzhofer (* 12. September 1816 in St. Veit an der Glan; † 4. August 1885 in Bad Steinerhof bei Kapfenberg) war ein österreichischer Maler und Lithograf.

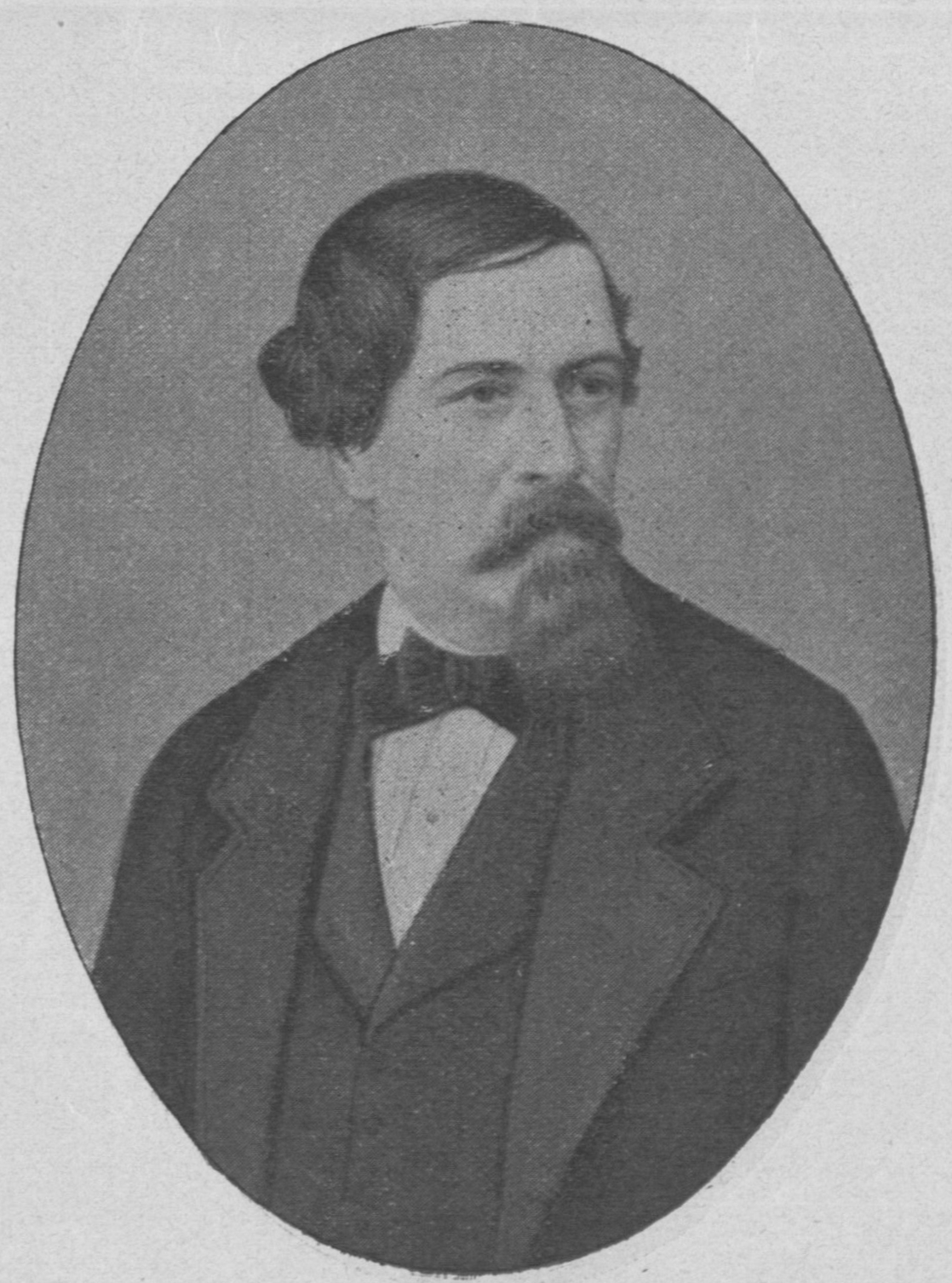
Foto des Künstlers

## Leben
August Prinzhofer entstammt einer alteingesessenen Kärntner Familie und zeigte schon als Kind ein erstaunliches Zeichentalent. Er studierte Jura in Wien und Padua. Ab 1844 war er in Wien an einem Zivilgericht tätig, daneben betätigte er sich auch als erfolgreicher Porträtist. 1854 gab er seine juristische Laufbahn auf, um sich ganz der Porträtkunst zu widmen.
Neben Joseph Kriehuber, Franz Eybl und Eduard Kaiser gehörte er zu den Künstlern, die für die Blüte der Porträtlithografie in Wien in den Jahren 1830–1860 verantwortlich zeichnen.
Sein lithografisches Werk umfasst mehr ca. 500 Porträts (u. a. von Hector Berlioz, Ludwig von Benedek, Ignaz Franz Castelli, Erzherzog Johann, Lajos Kossuth, Albert Lortzing, Alois Negrelli, Pius IX., Johann Ladislaus Pyrker, Johann Nestroy).

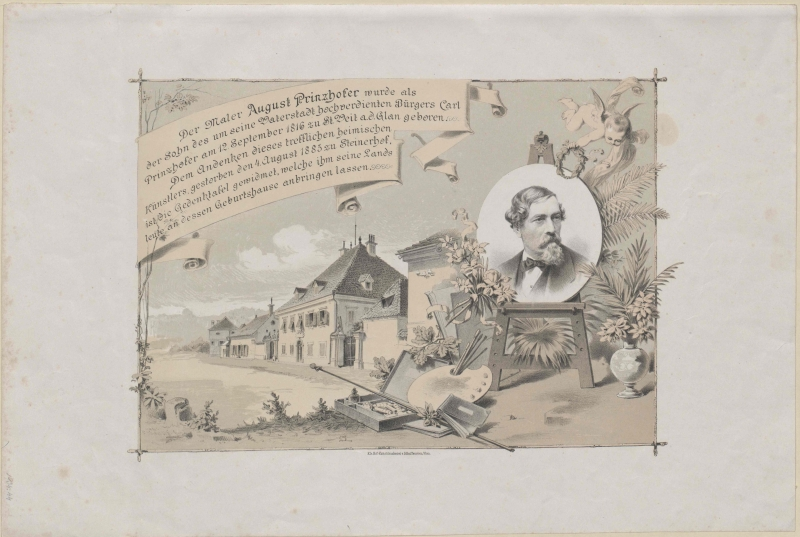
Gedenkblatt von Franz Würbel
(Mit falschem Geburtsdatum)

In den 1850er Jahren fand die Fotografie immer mehr Verbreitung und die Porträtlithografie kam um 1860 vollkommen außer Mode. 1861 nahm Prinzhofer seinen dauernden Wohnsitz in Graz und widmete sich hier vermehrt der Ölmalerei für Porträt und dem Aquarell für Miniaturen.

## Literatur

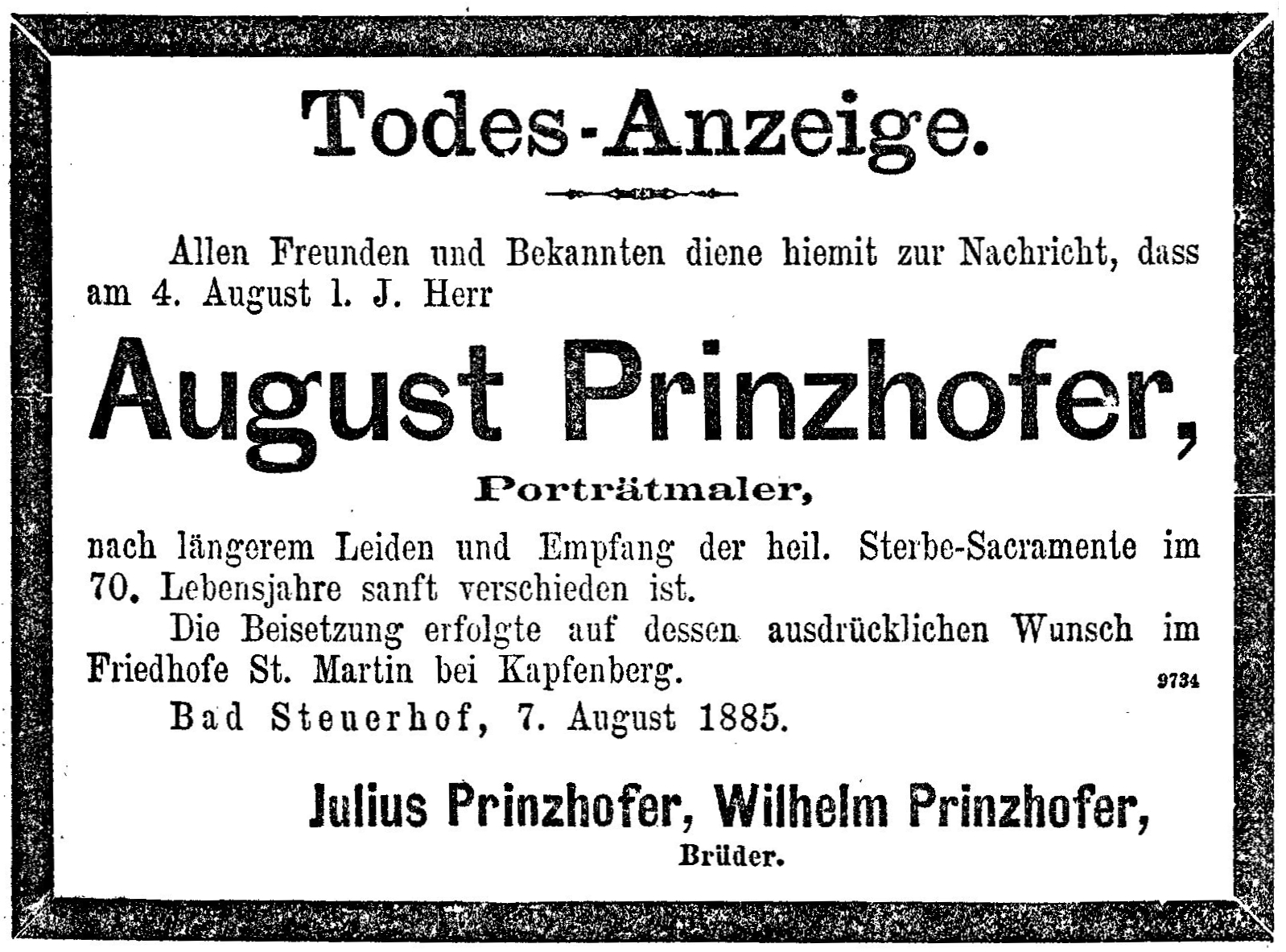
Todesanzeige mit falscher Altersangabe